# 張江有軌電車

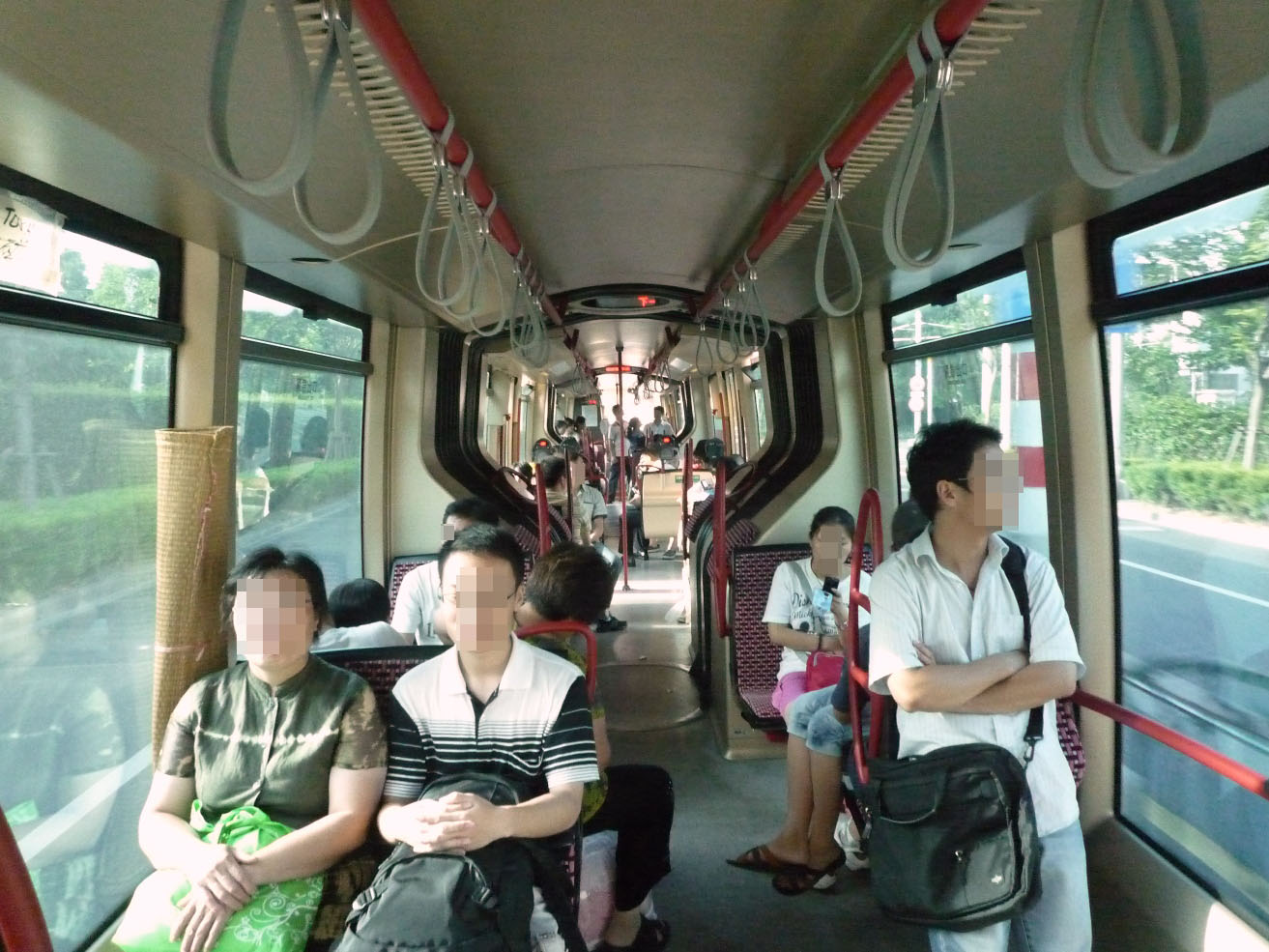
車内

張江有軌電車（ちょうこう-ゆうき-でんしゃ）は、中華人民共和国上海市浦東新区の張江地鉄站駅と張江集電港の張東路金秋路駅とを結んでいた軌道線である。上海浦東現代有軌交通有限公司が所有・管理するトランスロール式ゴムタイヤトラムであった。

## 路線概要
2009年6月1日から試運転を開始し、2010年1月1日に正式に開通した。最盛期には15 - 25分間隔で1日のうち17時間運行し、1日の平均利用客数が5,000人から6,000人を記録したが、張江地域における軌道交通の充実や自転車のシェアリングサービスの普及により減少の一途をたどったのに加え、海外の技術を導入したことによるスペアパーツの高額化や供給の難といった問題も生じた。その結果、2023年2月以降は運行時間が大幅に減少し、朝夕の合計4往復のみに減少した。そして同年6月1日をもって路線バスに置き換えられ廃線された。

## 利用方法
同線で運行される列車は1編成3両の連接車両であり乗車定員は167人。ドアは1両につき片側に1箇所あり、1編成では片側に3箇所あるが、入口は中央のドアを使用し、出口は両側のドアである。入口横には車掌席がある。車両には自動車のようにナンバープレートが取り付けられている。運賃は2元。運賃を現金で支払う場合は、車掌から観光地の入場券のような乗車券が渡される。地下鉄から上海公共交通カードを利用して乗り換えた場合は乗継割引が適用され1.2元となる。なお上海公共交通カードで乗車した場合は乗車券が渡されることはない。